# Alfabeto tagico

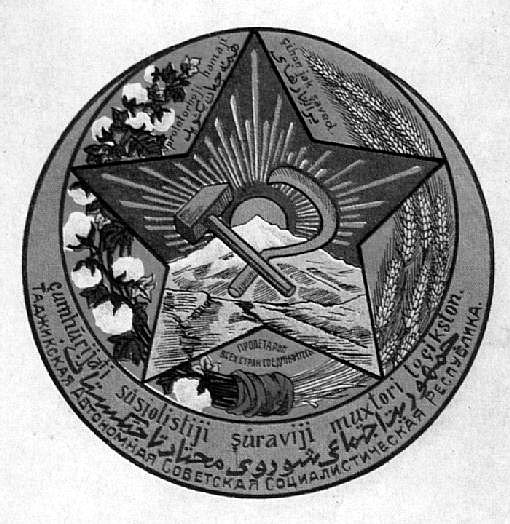
Lo stemma della Repubblica socialista sovietica autonoma tagica nel 1929 circa. Repubblica Autonoma Socialista Sovietica Tagica è scritto, in ordine dall'alto al basso, nell'alfabeto latino Tagico, in quello perso-arabo e in quello cirillico.

L'alfabeto tagico si distingue in tre versioni, legate alle differenti modalità di scrittura della lingua tagica, idioma ufficiale della Repubblica del Tagikistan. Le tre versioni si rifanno all'alfabeto perso-arabico, all'alfabeto latino e all'alfabeto cirillico. L'espressione "alfabeto tagico" si può quindi scrivere, rispettivamente: "اﻟﻔﺒﺎﯼ تاجي", "алифбои тоҷикӣ" e "alifboi tocikī".
L'uso di un alfabeto specifico è legato generalmente a eventi storici. In questo caso, gli Arabi furono i primi ad utilizzarlo; si passò poi, per un breve periodo, all'alfabeto latino e, infine, a quello cirillico, che rimane tutt'oggi il più utilizzato in Tagikistan. Una lingua correlata, la lingua giudeo-tagica (anche denominata lingua bukhori), è parlata dalla popolazione ebrea Bukharan e in essa si utilizzano le lettere dell'alfabeto ebraico. Essa è, nonostante ciò, di ceppo asiatico.

## Contesto politico
Dopo la caduta dell'Unione Sovietica in molte ex repubbliche e nei loro dintorni il sistema di scrittura si è legato a rivendicazioni di natura politica. Benché non fosse mai stato usato dall'inaugurazione dell'alfabeto cirillico ufficiale, l'alfabeto latino era supportato dai panturchisti, che volevano far divenire indipendenti l'Uzbekistan e gli Stati limotrofi. L'alfabeto perso-arabico era supportato dai religiosi islamici, che volevano diffondere la loro lingua, proveniente dall'Iran. Come nell'attuale de-facto standard, l'alfabeto cirillico era voluto da coloro che volevano mantenere lo status quo, nelle regioni non distanti dall'attuale Russia.

## Storia
Come risultato dell'influenza islamica nella regione, la lingua tagica era scritta nei caratteri dell'alfabeto perso-arabico fino agli anni 1920 del XX secolo. Fino a questi anni, la lingua utilizzava semplicemente i caratteri della lingua persiana. I sovietici semplificarono però questi caratteri nel 1923, prima di utilizzare del tutto i caratteri latini nel 1927. L'alfabeto latino fu introdotto dall'Unione Sovietica come parte di uno sforzo per avvicinare la popolazione alla letteratura e diminuire il numero di analfabeti. Ci furono anche considerazioni pratiche: l'alfabeto regolare perso-arabico, divenuto un sistema di scrittura abjad, non disponeva di un sufficiente numero di lettere e fonemi per rappresentare le varie vocali della lingua tagica. Tra l'altro, il perso-arabico è molto più difficile da imparare e ogni lettera ha diverse forme a seconda della sua posizione nella parola.
Il Decreto sulla Romanizzazione emanò questa legge nell'aprile 1928. La variante latina del tagico si basò sul lavoro degli studiosi turcofoni che decisero di produrre un nuovo alfabeto basato sulla lingua turca. La campagna riscosse successo, e questo nuovo tipo di alfabetizzazione universale fu archiviato negli anni 1950.
Come risultato della russificazione degli Stati dell'Asia centrale, negli anni 1930 del XX secolo fu in essi introdotto l'alfabeto cirillico. Esso rimarrà alfabeto ufficiale di molte nazioni fino agli anni ottanta dello stesso secolo. Nel 1989, con la crescita del nazionalismo tagico, fu emanata una legge la quale dichiarava che, in Tagikistan, la lingua tagica sarebbe stata quella ufficiale. In più, questa legge equiparò la lingua tagica a quella perso-arabica, fu perciò ufficializzato il nome del Tagikistan anche nella lingua fârsi. La legge inoltre reintrodusse l'alfabeto perso-arabico come ufficiale.
La scrittura perso-arabica fu introdotta a scopo di apprendimento pubblico educativo, ma, quando il Partito della Rinascita Islamica del Tagikistan fu bandito nel 1993, esso fu rimosso. Nel 1999 la parola fârsi fu rimossa dalla legge linguistica di Stato. Nel 2004 il de-facto standard in uso venne modificato da alfabeto cirillico in alfabeto latino, e, dal 1996, solo una minoranza della popolazione conosce l'alfabeto perso-arabico.

## Varianti

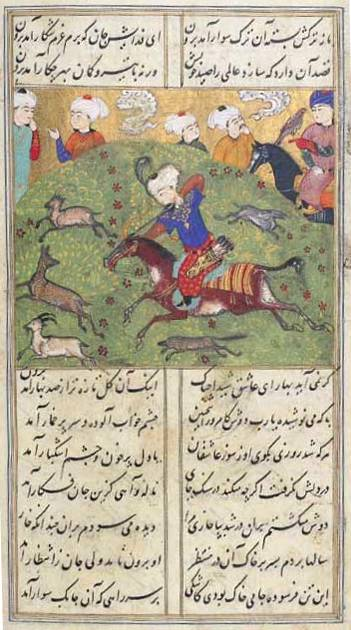
Un manoscritto illustrato scritto intorno al 1492 da Jami, un poeta tagico. La scrittura utilizzata è quella perso-arabica.

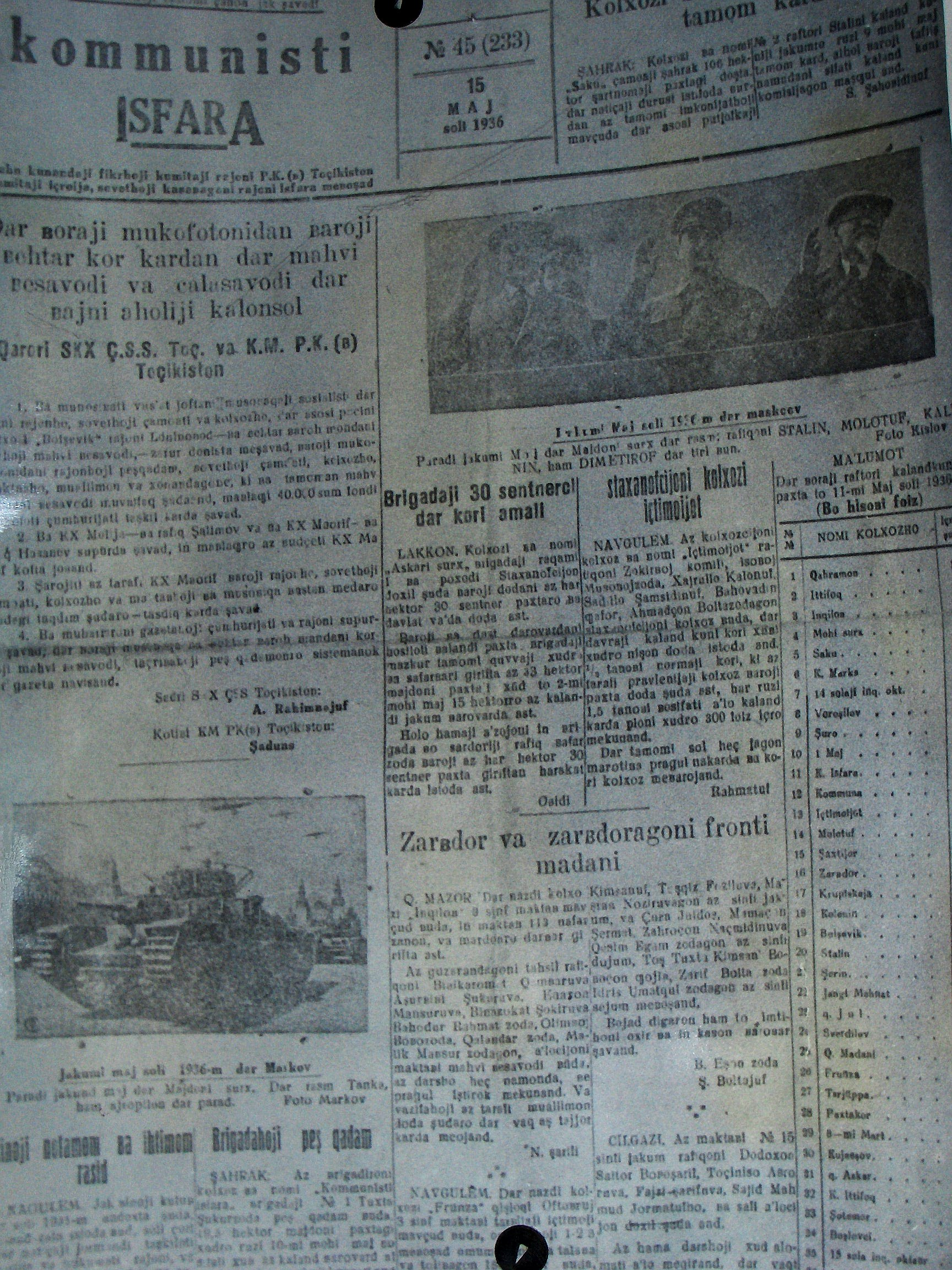
La pagina principale del quotidiano politico Kommunisti Isfara del 15 maggio 1936.

### Perso-arabico
Una variante, o abjad, della scrittura perso-arabica è utilizzata per la scrittura tagica. Nella versione tagica, come nelle altre versioni dell'alfabeto arabo, con l'eccezione di | (alef), le vocali non sono uniche lettere, ma vengono indicate con segni diacritici e perciò sono difficoltose da apprendere, nonostante siano solo tre.
| ر   | ذ   | د   | خ   | ح   | چ   | ج   | ث   | ت   | پ   | ب   | ا   |
| /ɾ/ | /z/ | /d/ | /χ/ | /h/ | /ʧ/ | /ʤ/ | /s/ | /t/ | /p/ | /b/ | /o/ |
| ق   | ف   | غ   | ع   | ظ   | ط   | ض   | ص   | ش   | س   | ژ   | ز   |
| /q/ | /f/ | /ʁ/ | /ʔ/ | /z/ | /t/ | /z/ | /s/ | /ʃ/ | /s/ | /ʒ/ | /z/ |
| ی   | ه   | و   | ن   | م   | ل   | گ   | ک   |     |     |     |     |
| /j/ | /h/ | /v/ | /n/ | /m/ | /l/ | /ɡ/ | /k/ |     |     |     |     |

### Latino
La scrittura latina fu introdotta in Tagikistan dopo la Rivoluzione Russa allo scopo di diffondere la letteratura. Una versione leggermente diversa da quella ebrea dell'Asia centrale include tre caratteri extra, non presenti negli altri dialetti di origine indoeuropea: ů, ə̧ e ḩ.
| A a | B в | C c | Ç ç | D d | E e | F f | G g | Ƣ ƣ | H h | I i | Ī ī  |
| /a/ | /b/ | /ʤ/ | /ʧ/ | /d/ | /e/ | /f/ | /ɡ/ | /ʁ/ | /h/ | /i/ | /ˈi/ |
| J j | K k | L l | M m | N n | O o | P p | Q q | R r | S s | Ş ş | T t  |
| /j/ | /k/ | /l/ | /m/ | /n/ | /o/ | /p/ | /q/ | /ɾ/ | /s/ | /ʃ/ | /t/  |
| U u | Ū ū | V v | X x | Z z | Ƶ ƶ | '   |     |     |     |     |      |
| /u/ | /ɵ/ | /v/ | /χ/ | /z/ | /ʒ/ | /ʔ/ |     |     |     |     |      |

Il carattere inusuale Ƣ è chiamato Gha e rappresenta il fonema /ɣ/. Esso si può trovare nell'alfabeto uniforme turco nel quale molte lingue non slave dell'Unione Sovietica iniziarono ad essere scritte negli anni trenta del XX secolo. L'alfabeto latino non è ancora oggi usato in queste lingue, benché la sua adozione sia stata ultimamente fatta da molte altre lingue.

### Cirillico
L'alfabeto cirillico fu introdotto nella lingua tagica durante il periodo della Repubblica Socialista Sovietica Tagica negli anni trenta, sostituendo l'alfabeto latino che era stato introdotto dopo la rivoluzione d'ottobre. Dopo il 1939, testi pubblicati in persiano nell'alfabeto perso-arabico furono banditi dal Paese. L'alfabeto cirillico tagico fu supplementato dalle lettere Щ (ŠČ) e Ы (Y) nel 1952.
| А а | Б б | В в | Г г  | Д д  | Е е | Ё ё  | Ж ж | З з | И и | Й й | К к |
| /a/ | /b/ | /v/ | /ɡ/  | /d/  | /e/ | /jɒ/ | /ʒ/ | /z/ | /i/ | /j/ | /k/ |
| Л л | М м | Н н | О о  | П п  | Р р | С с  | Т т | У у | Ф ф | Х х | Ч ч |
| /l/ | /m/ | /n/ | /o/  | /p/  | /ɾ/ | /s/  | /t/ | /u/ | /f/ | /χ/ | /ʧ/ |
| Ш ш | Ъ ъ | Э э | Ю ю  | Я я  | Ғ ғ | Ӣ ӣ  | Қ қ | Ӯ ӯ | Ҳ ҳ | Ҷ ҷ |     |
| /ʃ/ | /ʔ/ | /e/ | /ju/ | /ja/ | /ʁ/ | /ˈi/ | /q/ | /ɵ/ | /h/ | /ʤ/ |     |

In addizione a queste trentacinque lettere, i grafemi Ц ц, Щ щ e Ы ы possono essere trovati in poche parole, sebbene esse furono ufficializzate solo nel 1998, insieme alla lettera Ь ь. Insieme all'istituzione di queste nuove lettere, nel 1998 fu cambiato l'ordine dell'alfabeto: oggi esso è: а б в г ғ д е ё з ж и ӣ й к қ л м н о п р с т у ӯ ф х ҳ ч ҷ ш ъ э ю я. Lettere somiglianti tra loro, benché non imparentate nel fonema, sono Г (G) e Ғ (Ǧ) e К (K) e Қ (Қ).
L'alfabeto tagico include anche lettere inesistenti nella lingua russa:
| Descrizione | Г con barra | И con macron | К con tratto discendente | У con macron | Х con tratto discendente | Ч con tratto discendente |
| Lettera     | Ғ           | Ӣ            | Қ                        | Ӯ            | Ҳ                        | Ҷ                        |
| Fonema      | /ʁ/         | /ij/         | /q/                      | /ɵ/          | /h/                      | /ʤ/                      |

### Ebraico
L'alfabeto ebraico è simile a quello perso-arabico, quindi è un abjad. È usato per la lingua bukhori, un dialetto del tagico parlato dagli ebrei Bukharan nelle città uzbeche di Samarcanda e Buchara.
| ג״  | ג׳  | ג   | גּ   | בּ   | ב   | איֵ  | איִ  | אוּ  | אוׄ  | אָ   | אַ   |
| /ʤ/ | /ʧ/ | /ʁ/ | /ɡ/ | /b/ | /v/ | /e/ | /i/ | /u/ | /ɵ/ | /o/ | /a/ |
| מ ם | ל   | כּ ךּ | כ ך | י   | ט   | ח   | ז   | ז   | ו   | ה   | ד   |
| /m/ | /l/ | /k/ | /χ/ | /j/ | /t/ | /ħ/ | /ʒ/ | /z/ | /v/ | /h/ | /d/ |
| ת   | שׁ   | ר   | ק   | צ ץ | פּ ףּ | פ ף | ע   | ס   | נ ן |     |     |
| /t/ | /ʃ/ | /r/ | /q/ | /s/ | /p/ | /f/ | /ʔ/ | /s/ | /n/ |     |     |